# Aktuelle Kamera
Aktuelle Kamera was de nieuwsuitzending van de staatstelevisie DFF van de Duitse Democratische Republiek (DDR of Oost-Duitsland). Als zodanig was het een van de propagandakanalen van de SED, de enige toegestane politieke partij in de DDR. Het programma werd voor het eerst uitgezonden in 1952.